# Iniziativa Polacca

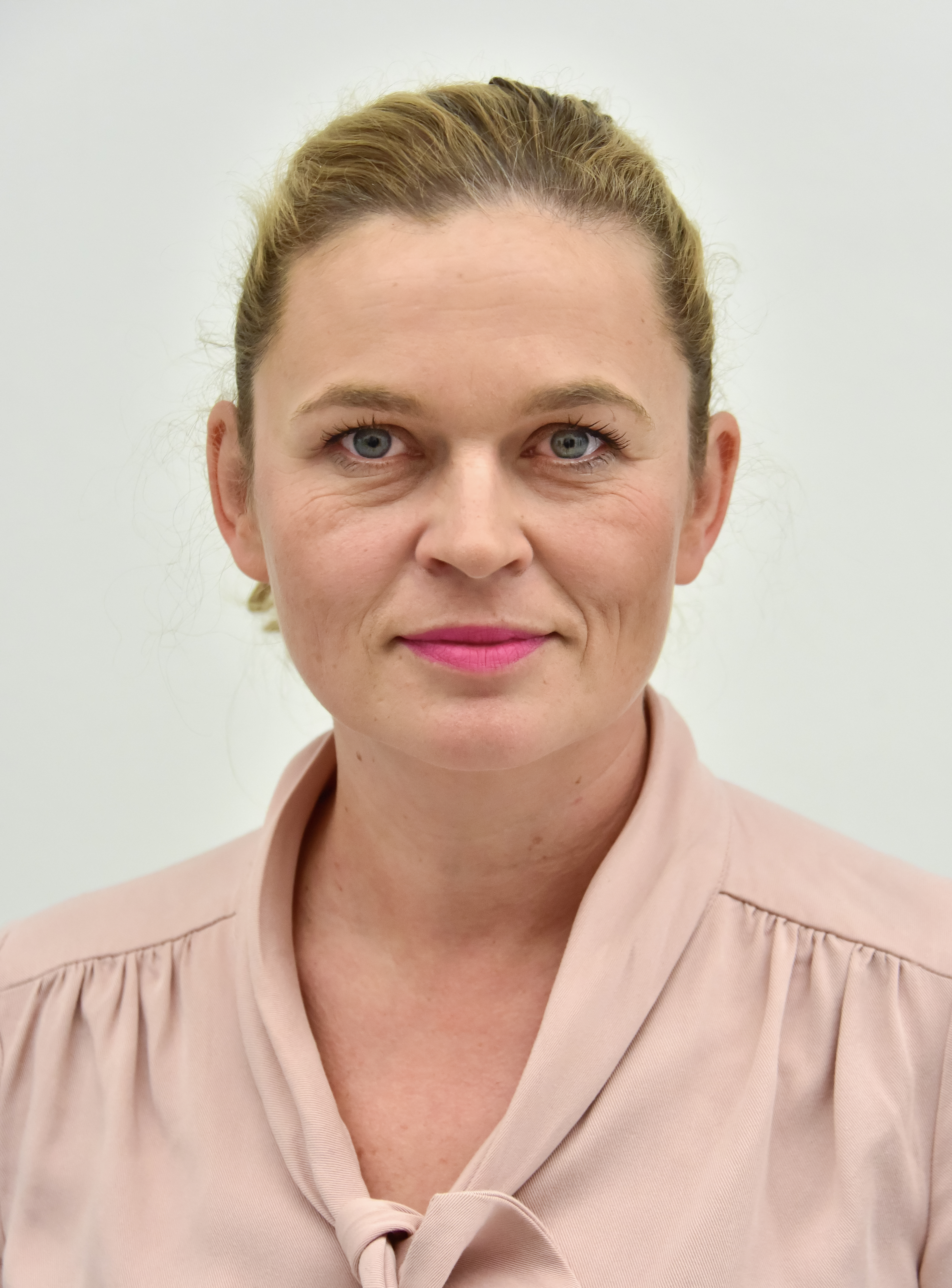
Barbara Nowacka

Iniziativa Polacca (in polacco: Inicjatywa Polska - iPL) è un partito politico polacco di orientamento socialdemocratico, social-liberale ed europeista fondato da Barbara Nowacka, già esponente di Twój Ruch; nato nel 2016 come associazione, è stato registrato quale partito politico il 4 giugno 2019.
In occasione delle elezioni europee del 2019 ha sostenuto la Coalizione Europea; alle successive elezioni parlamentari del 2019 ha preso parte alla Coalizione Civica, nelle cui liste ha eletto 4 deputati.

## Parlamentari

### Deputati della IX legislatura (2019-2023)
- Dariusz Joński
- Grzegorz Napieralski
- Barbara Nowacka
- Katarzyna Piekarska

## Risultati
| Elezione          | Elezione | Voti                 | %                    | Seggi   |
| ----------------- | -------- | -------------------- | -------------------- | ------- |
| Parlamentari 2019 | Sejm     | In Coalizione Civica | In Coalizione Civica | 4 / 460 |
| Parlamentari 2023 | Sejm     | In Coalizione Civica | In Coalizione Civica | 4 / 460 |